# Тулосозеро
Ту́лосозеро (карел. Tuulosärvi) — деревня в составе Коверского сельского поселения Олонецкого национального района Республики Карелия.

## Общие сведения
Расположена на западном берегу озера Тулосъярви.

## Население
Численность населения в 1905 году составляла 77 человек.
| 2002 | 2010 | 2013 |
| ---- | ---- | ---- |
| 0    | →0   | →0   |